# Centre analytique Levada
Le Centre analytique Levada (Centre Levada) est une organisation non gouvernementale russe indépendante de recherches sociologiques et de sondages. Elle tire son nom de Iouri Levada (1930-2006), le premier professeur russe de sociologie. Le centre est issu du VTsIOM (le Centre panrusse d'étude de l'opinion publique) (russe : ВЦИОМ, Всесоюзный центр изучения общественного мнения) fondé en 1987 par l’académicienne Tatiana Zaslavskaïa. Elle est aujourd'hui présidente d'honneur du centre, dirigé par Lev Goudkov.

## Histoire et organisation
L’organisation non gouvernementale Centre analytique Levada est fondée en 1987-1988 sous le nom de Centre pansoviétique d'étude de l'opinion publique (VTsIOM). En août 2003, le ministère du Régime de propriété a décidé d’intégrer des officiers gouvernementaux dans le directoire du VTsIOM pour que les structures gouvernementales puissent le contrôler. En réaction les employés du VTsIOM ont démissionné et ont continué leur travail dans un nouveau centre analytique indépendant des recherches d’opinion publique nommé VTsIOM-A. Après l’interdiction du Service fédéral antimonopole d’utiliser ce nom, l’organisation a pris le titre du Centre analytique Levada (Centre Levada).
Le centre étudie l’opinion publique en faisant des sondages dans différents domaines, tels que la sociologie, la psychologie et le marketing. Environ 80 personnes travaillent dans le bureau du centre à Moscou, 80 organisent le travail des branches régionales (qui sont situées dans 46 régions de la Russie) et environ 3000 enquêteurs et interviewers entraînés font directement les sondages. Par ses effectifs, il s'agit d'une des agences les plus importantes de Russie.
Les figures centrales du centre ont commencé leurs programmes de recherches au VTsIOM et maintenant les continuent au Centre Levada. Iouri Levada en a été le directeur de 2003 à sa mort en 2006. Lev Goudkov lui a succédé.
Les départements clés de recherche sont :
- le département de recherches socio-politiques (chef — Boris Doubine)
- le département de recherches de la qualité de la vie (chef — Marina Krasilnikova)
- le département de recherches qualitatives (chef — Alekseï Lévinson)
- le département de recherches sociales et économiques (Chef — Ludmila Khakhoulina)
- le département de recherches marketing (chef — Iouri Poletaev)

## Partenariats
Le Centre Levada a des liens de partenariat avec différents centres des recherches régionaux en Russie, dans la CEI et dans les pays baltes. Leurs partenaires et clients sont des organisations sans but lucratif russes et internationales. Le centre publie la revue sociologique Le Bulletin de l'opinion publique russe.
Le Centre Levada est membre des associations internationales ESOMAR (Société européenne de recherches en opinion et marketing) et OIROM (Société des rechercheurs du marché et de l’opinion publique). Les experts du centre participent régulièrement des conférences et des tables rondes, comme la Fondation Mission libérale, la Carnegie Moscow Center, la Fondation Gorbatchev, etc.
Les articles, les interviews et les opinions des experts du Centre Levada sont régulièrement publiés dans les médias russes et étrangers tels que Kommersant, Vedomosti, The Economist, The Wall Street Journal, The New York Times, etc.

## Recherches
Les recherches du Centre Levada sont basées sur des sondages d'opinion panrusses.
Les plus importants sont nommés :
- Homo Soveticus : 5 vagues d'enquêtes publiques panrusses en 1989, 1994, 1999, 2003 et 2008 ;
- surveillance des préférences électorales en Russie, en 1993, 1995 et 1996, 1999 et 2000, 2003 et 2004, 2007 et 2008 ;
- les voix de la Russie : la société, la démocratie, Europe, 2006 ;
- les problèmes des élites en Russie contemporaine, 2005 et 2006 ;
- International Social Survey Programme (ISSP), 1991 ;
- New Russia Barometer, en collaboration avec le Centre for the Study of Public Policy (University of Strathclyde, University of Aberdeen), 1991.